# Higón (Burgos)
Higón es una localidad del municipio burgalés de Alfoz de Santa Gadea, en la Comunidad Autónoma de Castilla y León (España).

## Localidades limítrofes
Confina con las siguientes localidades:
- Al norte con Arnedo y Herbosa.
- Al sureste con Montejo de Bricia.
- Al sur con Ruanales.
- Al noroeste con Santa Gadea de Alfoz.

## Demografía
Evolución de la población
| Gráfica de evolución demográfica de Higón entre 2000 y 2017        |
|                                                                    |
| Población de derecho (2000-2017) según el padrón municipal del INE |

## Historia
Así se describe a Higón en el tomo IX del Diccionario geográfico-estadístico-histórico de España y sus posesiones de Ultramar, obra impulsada por Pascual Madoz a mediados del siglo XIX:

Lugar en la provincia, diócesis, audiencia territorial y capitanía general de Burgos (13 leguas), partido judicial de Sedano (5), y ayuntamiento de Santa Gadea (1/2). Situado sobre un pequeño declive, donde reina con más frecuencia el viento N, siendo su clima frío y propenso a las afecciones reumáticas. Tiene 13 casas, escuela de primeras letra frecuentada por 6 niños, una fuente dentro de la población y varias en el término, cuyas aguas son crudas y pantanosas, y por último una iglesia parroquial (San Julián), aneja de la de Montejo. Confina el término N y O Santa Gadea; E Arnedo, y S Montejo. El terreno es de ínfima calidad, y comprende un monte bastante poblado de roble y haya. Caminos: los de travesía que dirigen a Reinosa, los cuales se hallan en mal estado, y la correspondencia se recibe de Soncillo por peatón. Producciones: centeno, patatas, habas, arvejas y yerba; ganado yeguar y vacuno, y caza de osos, lobos, zorros, liebres y palomas. Industria: la agrícola y carretería. Comercio: el de hierro, trigo y harinas. Población: 5 vecinos, 19 almas. Capital productivo: 67.200 reales. Imponible: 6.843.
Diccionario geográfico-estadístico-histórico de España y sus posesiones de Ultramar